# Hopfner HS 8
Die Hopfner HS 8, auch HS 8/29 oder HS 829, ist ein Ende der 1920er Jahre entwickeltes österreichisches Schul- und Sportflugzeug.

## Entwicklung
Die HS 8 wurde von Theodor Hopfner (1901–1974) als Weiterentwicklung der HS 5 entworfen. Der Prototyp der HS 8/29 (29 steht für das Baujahr) mit dem Kennzeichen A-72, später in OE-SSA umregistriert, flog erstmals 1929 und war mit einem tschechischen 100-PS-Triebwerk NZ-85 ausgerüstet. Das Bundesheer zeigte sich interessiert und gab eine Bestellung über fünf Flugzeuge auf, die aber leistungsstärkere Sh-14-A-Antriebe erhalten sollten. Die ersten beiden mit den Kennzeichen A-83 (später OE-TAH, Dienstnummer 410) und A-86 (OE-TEH, 411) wurden ab Mai 1930 der offiziell zur ÖLAG gehörenden Fliegerschule Thalerhof bei Graz zugeführt, wobei die A-83 anfangs noch einen NZ-85 besaß und auf einen Sh 14 umgerüstet wurde. Es folgten die A-87, A-88 und A-93 (OE-TIH, 412). Die A-88 und A-87 mussten im März 1932 bzw. April 1943 nach Unfällen abgeschrieben werden, die restlichen wurden 1935 nach Einführung der Dienstnummern umregistriert und dem Bundesheer übergeben. 
Eine weitere HS 8/29 wurde von der Polizeidirektion Wien erworben, die 1931 ausgeliefert und als A-108, später OE-POE auf August Raft-Marwill zugelassen wurde. Nach dem Anschluss Österreichs im März 1938 wurde dieses Exemplar dem NSFK übergeben. Insgesamt wurden neun Stück vom Typ HS 8/29 gebaut, der somit das erste von Hopfner in Kleinserie gefertigte Muster ist.
Im Jahr 1932 wurde noch ein weiteres Exemplar mit geänderten Tragflächen, geändertem Seitenleitwerk und verkleideten Haupträdern für den Österreichischen Aero-Club aufgelegt, das einen Gipsy-III-Motor erhielt. Es wurde bis zum Februar 1935 mit dem Kennzeichen A-130 als Schulflugzeug genutzt und als HS 829a, HS 8/32 oder HS 832 bezeichnet.

## Konstruktion
Die HS 8 ist ein abgestrebter Hochdecker in Gemischtbauweise mit einem als geschweißtes Stahlrohr-Gitterfachwerk ausgeführten und mit Stoff bespannten Rumpf. Die Motoraufhängung ist durch vier Stahlbolzen mit den Rumpfholmen verbunden. Beiden Kabinen sind mit Doppelsteuerung ausgestattet. Die durchgehende Tragfläche mit einer Tiefe von 1,80 m ist eine Holzkonstruktion aus zwei Kastenholmen und Sperrholzrippen mit Gurten aus Fichtenholz, teils mit Stoff bespannt und teils mit Holz beplankt. Das Mittelstück ist als Baldachin ausgebildet und beinhaltet den in Stahlbändern gelagerten 140-l-Kraftstofftank. Die beiden Außenflächen sind zum Rumpf hin mit V-Streben abgestützt und können zur leichteren Unterbringung mittels Bolzenschnellverschlusses leicht gelöst und nach hinten angeklappt werden. Sämtliche Ruder sowie die Seitenflosse bestehen aus stoffbespannten Dural- und Stahlrohrskeletten. Die mit Sperrholz beplankte Höhenflosse hingegen besteht aus Holz und ist mit I-Stielen abgestrebt. Das Hauptfahrwerk ist zum Rumpf hin abgestrebt, gummigefedert und besitzt keine durchgehende Achse. Am Heck befindet sich ein Schleifsporn.

## Technische Daten
| Kenngröße             | Daten (HS 8/29)                             | Daten (HS 8/32)                            |
| --------------------- | ------------------------------------------- | ------------------------------------------ |
| Besatzung             | 2                                           | 2                                          |
| Spannweite            | 11,26 m                                     | 11,90 m                                    |
| Länge                 | 7,70 m                                      | 7,80 m                                     |
| Höhe                  | 2,40 m                                      | 2,50 m                                     |
| Flügelfläche          | 18,0 m²                                     | 19,0 m²                                    |
| Flügelstreckung       | 7,0                                         | 7,5                                        |
| Leermasse             | 560 kg                                      | 495 kg                                     |
| Startmasse            | 850 kg                                      | 755 kg                                     |
| Antrieb               | ein luftgekühlter Siebenzylinder-Sternmotor | ein luftgekühlter Vierzylinder-Reihenmotor |
| Typ                   | Siemens & Halske Sh 14 A                    | de Havilland Gipsy III                     |
| Leistung              | 150 PS (110 kW)                             | 120 PS (88 kW)                             |
| Höchstgeschwindigkeit | 175 km/h                                    | 189 km/h                                   |
| Reisegeschwindigkeit  | 140 km/h                                    |                                            |
| Reichweite            | 360 km                                      | 600 km                                     |